# Acronicta psi
Acronicta psi é uma espécie de insetos lepidópteros, mais especificamente de traças, pertencente à família Noctuidae.
A autoridade científica da espécie é Linnaeus, tendo sido descrita no ano de 1758.
Trata-se de uma espécie presente no território português.
- Vídeo de jovem lagarta

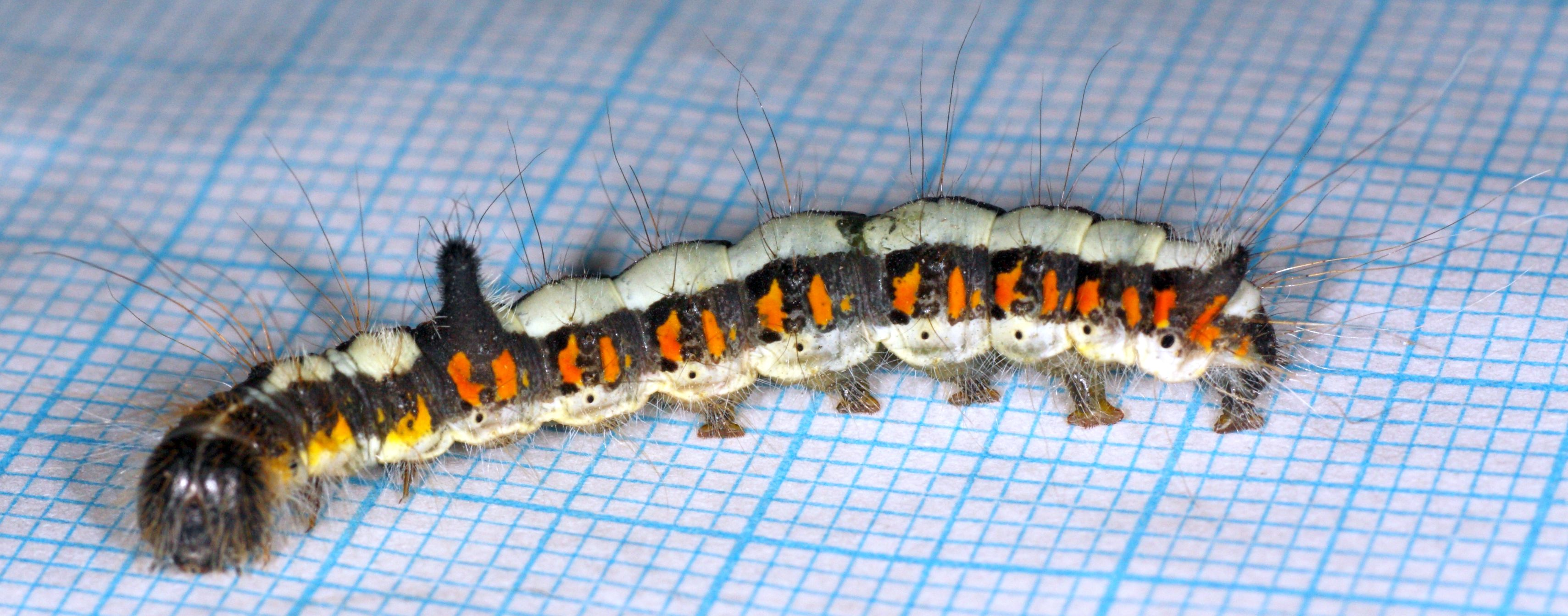
Larva adulta em agosto
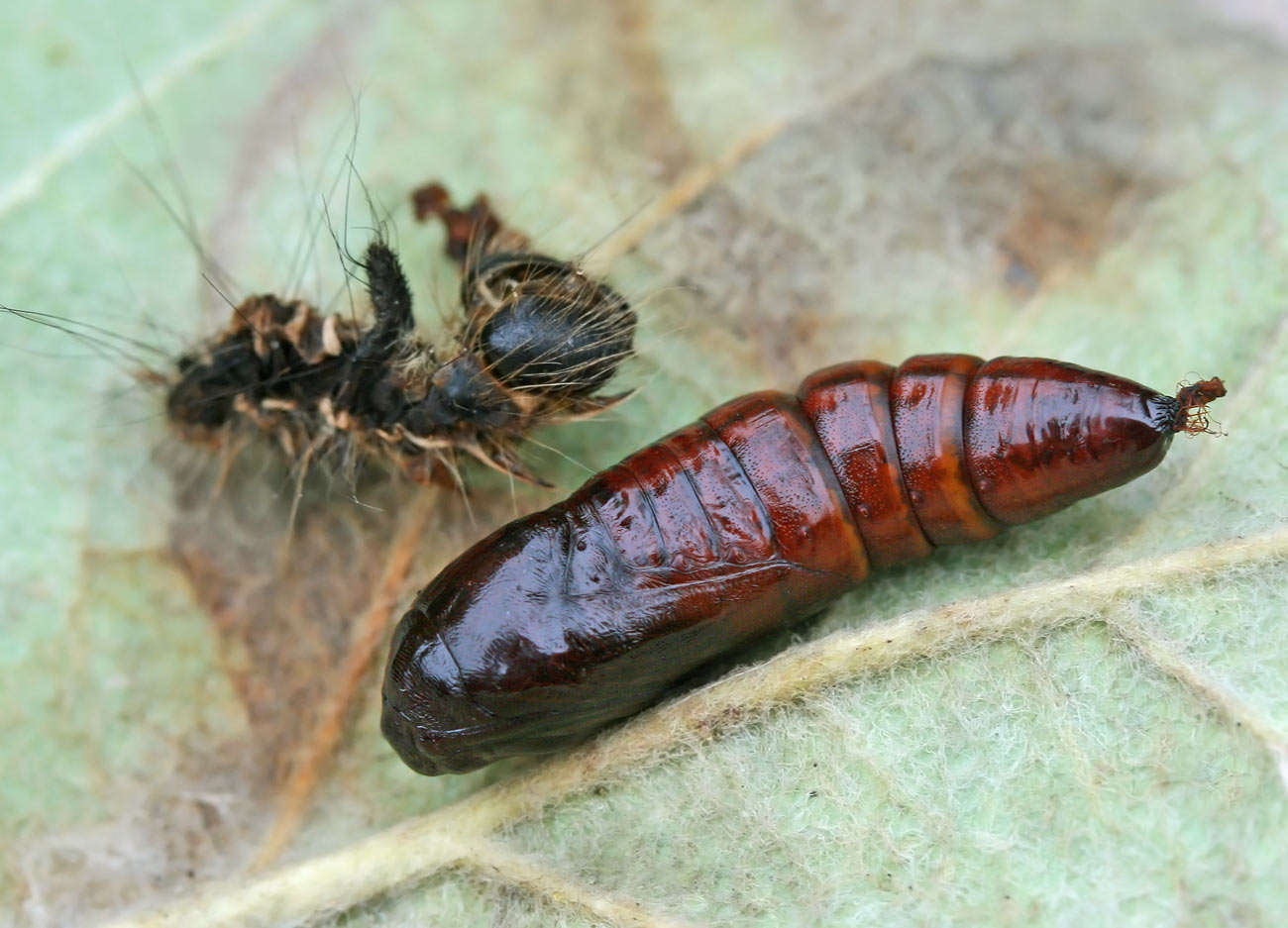
Filhote de cachorro
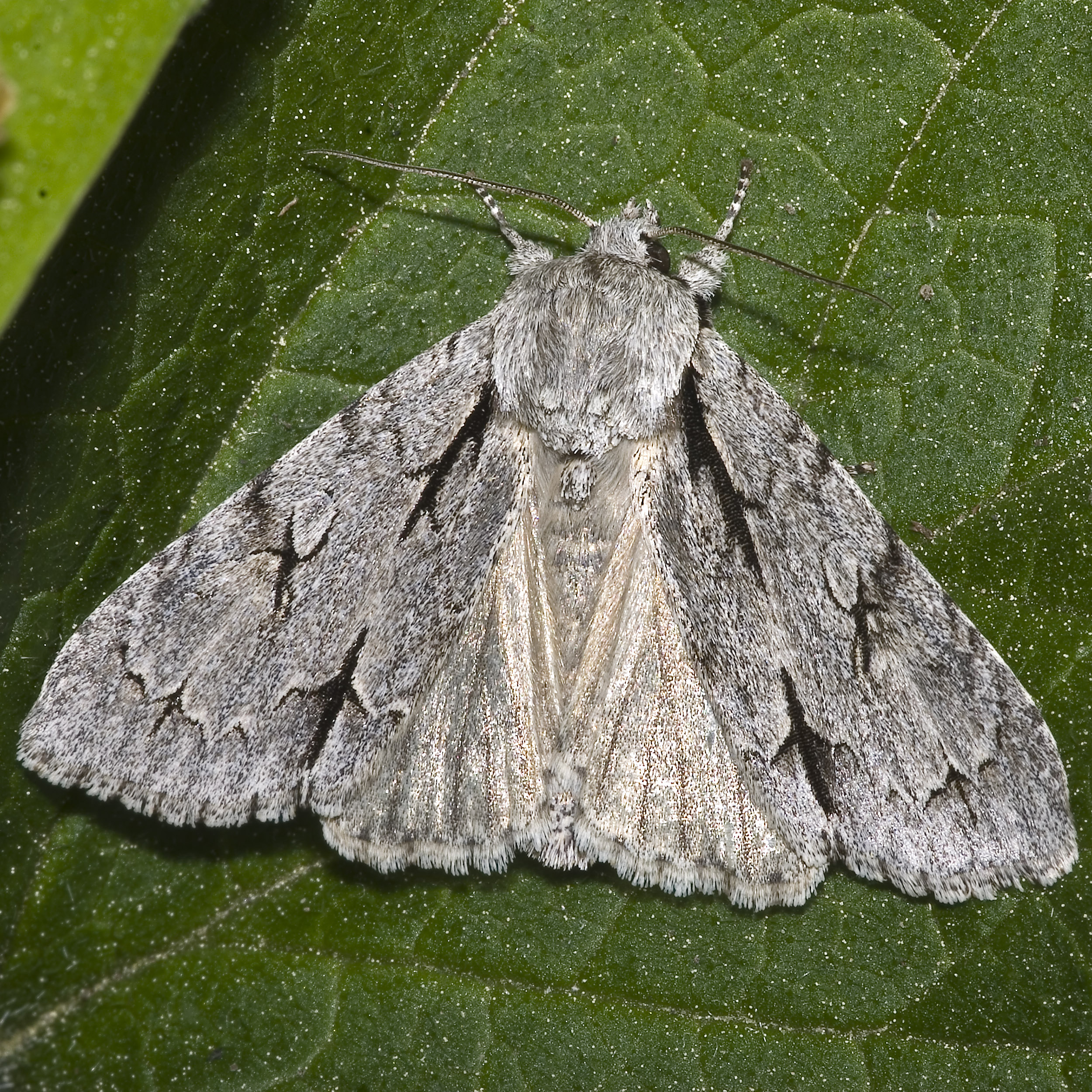
Imago